# Universidad Tecnológica de Xicotepec de Juárez

## Historia
La Universidad Tecnológica de Xicotepec de Juárez se creó entre el año de 2002, con el fin de proporcionar a la población de la Sierra Norte de Puebla de otro centro educativo para la formación de los futuros profesionistas y principalmente de la juventud poblana.

## Rectoría
Actualmente la universidad se encuentra bajo la rectoría de M.I.A. Altagracia Carrillo Parra.

## Organización
- Cada Edificio cuenta con un director educativo
- Rector:
- Director:
- Secretarias:
- Maestros Responsables u encargados:
- Ingenieros
- Licenciados
- Técnicos

## Oferta educativa
La UTXJ ofrece carreras a nivel técnico superior universitario (TSU), ingenierías y licenciatura 

## Carreras a nivel Técnico Superior Universitario (T.S.U.)
- Administración: Área Recursos Humanos
- Fotónica: Área Telecomunicaciones
- Gastronomía
- Mecatrónica: Área Automatización
- Mantenimiento: Área Industrial
- Mantenimiento: Área Petróleo
- Procesos Alimentarios
- Química: Área Biotecnología
- Terapia Física: Área Rehabilitación
- Tecnologías de la Información: Área Desarrollo de Software y Plataforma
- Tecnologías de la Información: Área Entornos Virtuales y Negocios Digitales

## Carreras a nivel licenciatura
- Ingeniería en Desarrollo e Innovación Empresarial
- Ingeniería en Mecatrónica
- Ingeniería en Mantenimiento Industrial
- Ingeniería en Procesos Alimentarios
- Ingeniería en Tecnologías de la Información y Comunicación

- Ingeniería en Biotecnología

Esta son las continuaciones para los técnicos y poder ser formados en carreras universitarias normales.